# Battle for the Bones
La  Battle of the Bones est une rivalité sportive universitaire  opposant les Tigers de l'université de Memphis basée à Memphis au Tennesse et les Blazers de l'université de l'Alabama à Birmingham basée à Birmingham en Alabama.
Ces deux universités membres de la NCAA Division I possèdent plusieurs programmes sportifs qui se rencontrent régulièrement, les plus vives ivalités étant celles en basket-ball et en football américain universitaire.
La rivalité commence en 1984, lorsque les deux universités sont opposées à l'occasion d'un match de basket-ball. Dans ce sport, Memphis mène actuellement (2024) la série avec 39 victoires pour 11 à UAB. Celle en football américain commence en 1997.
Depuis la saison 2006, la rivalité est surnommée Battle for the Bones  en référence à son trophée en bronze représentant un carré de ribs (côtes levées).
L'avenir de la rivalité est devenue incertain lorsque Memphis a rejoint l'American Athletic Conference (AAC) en 2013 à la suite du réalignement de la Big East Conference entre 2010 et 2013. Néanmoins, la série s'est poursuivie de manière semi régulière en basket-ball après le départ des Tigers de la Conference USA. Cependant, en octobre 2021, les Blazers de l'UAB ont accepté une invitation à rejoindre l'AAC, relançant ainsi la rivalité de façon régulière,.

## Palmarès
| Université | Basket-ball | Football américain |
| ---------- | ----------- | ------------------ |
| UAB        | 12          | 10                 |
| Memphis    | 37          | 06                 |

### Basket-ball
La rivalité de basket-ball entre Memphis et UAB est la plus longue de toutes les rivalités sportives entre les deux université et elle est souvent la plus intense et la plus passionnée. La première confrontation entre les Tigers et les Blazers a lieu en 1984, lorsque les deux équipes se sont rencontrées pour la première fois. Les deux équipes ont joué au moins deux fois par an depuis 1992, lorsqu'elles ont toutes deux rejoint la Great Midwest Conference (en), puis la Conference USA.
L'entraîneur principal Gene Bartow a eu une influence sur les deux programmes. Il a d'abord entraîné Memphis (alors dénommé Memphis State) de 1970 à 1974, et en 1978, il est devenu le premier entraîneur principal du nouveau programme de l'UAB, qu'il a dirigé jusqu'en 1996. Son long mandat et son succès avec les Blazers lui ont valu d'être connu comme le « père de l'athlétisme de l'UAB ».
| Memphis (37)                   | UAB (12)                 | Annulés par la NCAA (3)  |                          |
| Plus large victoire            | Memphis by 38* (2008)    | Memphis by 38* (2008)    | Memphis by 38* (2008)    |
| Plus longue série de victoires | Memphis, 17* (2006–2016) | Memphis, 17* (2006–2016) | Memphis, 17* (2006–2016) |
| Série en cours sans défaite    | Memphis, 1 (2024)        | Memphis, 1 (2024)        | Memphis, 1 (2024)        |

| N° | Date             | Lieu               | Vainqueur            | Score  |
| -- | ---------------- | ------------------ | -------------------- | ------ |
| 01 | 4 février 1984   | Mid-South Coliseum | No. 9 Memphis State  | 53–51  |
| 02 | 17 mars 1985     | Hofheinz Pavilion  | No. 5 Memphis State† | 67PR66 |
| 03 | 14 mars 1991     | Mid-South Coliseum | Memphis State        | 82–76  |
| 04 | 1er janvier 1992 | UAB Arena          | Memphis State        | 67–63  |
| 05 | 22 février 1992  | Pyramid Arena      | Memphis State        | 63–58  |
| 06 | 12 mars 1992     | Chicago Stadium    | Memphis State        | 79–67  |
| 07 | 16 janvier 1993  | UAB Arena          | UAB                  | 50–47  |
| 08 | 30 janvier 1993  | UAB Arena          | Memphis State        | 69–53  |
| 09 | 16 janvier 1994  | UAB Arena          | No. 22 UAB           | 85–57  |
| 10 | 12 février 1994  | Pyramid Arena      | Memphis State        | 58–53  |
| 11 | 10 mars 1994     | Shoemaker Center   | Memphis State        | 91–86  |
| 12 | 21 janvier 1995  | UAB Arena          | UAB                  | 80–63  |
| 13 | 28 janvier 1995  | Pyramid Arena      | Memphis              | 74–67  |
| 14 | 24 janvier 1996  | Pyramid Arena      | No. 12 Memphis       | 86–77  |
| 15 | 25 janvier 1997  | Bartow Arena       | UAB                  | 51–48  |
| 16 | 22 janvier 1998  | Pyramid Arena      | Memphis              | 86–70  |
| 17 | 8 février 1998   | Bartow Arena       | UAB                  | 88–77  |
| 18 | 2 janvier 1999   | Pyramid Arena      | UAB                  | 91–83  |
| 19 | 11 février 1999  | Bartow Arena       | Memphis              | 78–75  |
| 20 | 26 janvier 2000  | Pyramid Arena      | Memphis              | 84–70  |
| 21 | 16 février 2000  | Bartow Arena       | UAB                  | 102–75 |
| 22 | 27 janvier 2001  | Bartow Arena       | Memphis              | 76PR73 |
| 23 | 19 février 2001  | Pyramid Arena      | Memphis              | 86–69  |
| 24 | 23 janvier 2002  | Pyramid Arena      | Memphis              | 102–81 |
| 25 | 8 février 2002   | Bartow Arena       | UAB                  | 64–46  |
| 26 | 15 février 2003  | Pyramid Arena      | Memphis              | 94–70  |
| 27 | 8 mars 2003      | Bartow Arena       | No. 18 Memphis       | 90–79  |

| N° | Date             | Lieu          | Vainqueur      | Score  |
| -- | ---------------- | ------------- | -------------- | ------ |
| 28 | 21 février 2004  | Pyramid Arena | No. 23 Memphis | 73–66  |
| 29 | 22 janvier 2005  | Bartow Arena  | UAB            | 73–70  |
| 30 | 26 janvier 2006  | FedExForum    | No. 3 Memphis  | 73–66  |
| 31 | 2 mars 2006      | Bartow Arena  | UAB            | 80–74  |
| 32 | 10 mars 2006     | FedExForum    | No. 5 Memphis  | 57–46  |
| 33 | 16 janvier 2007  | FedExForum    | No. 17 Memphis | 79–54  |
| 34 | 8 février 2007   | Bartow Arena  | No. 8 Memphis  | 70–56  |
| 35 | 16 février 2008  | Bartow Arena  | No. 1 Memphis† | 79–78  |
| 36 | 8 mars 2008      | FedExForum    | No. 2 Memphis† | 94–56  |
| 37 | 17 janvier 2009  | FedExForum    | Memphis        | 81–68  |
| 38 | 26 février 2009  | Bartow Arena  | No. 5 Memphis  | 71–60  |
| 39 | 3 février 2010   | FedExForum    | Memphis        | 85–75  |
| 40 | 3 mars 2010      | Bartow Arena  | Memphis        | 70–65  |
| 41 | 22 janvier 2011  | Bartow Arena  | Memphis        | 76PR73 |
| 42 | 16 février 2011  | FedExForum    | Memphis        | 62–58  |
| 43 | 7 janvier 2012   | Bartow Arena  | Memphis        | 62–59  |
| 44 | 11 février 2012  | FedExForum    | Memphis        | 79–45  |
| 45 | 12 janvier 2013  | Bartow Arena  | Memphis        | 69–53  |
| 46 | 9 mars 2013      | FedExForum    | No. 25 Memphis | 86–71  |
| 47 | 10 décembre 2016 | FedExForum    | Memphis        | 62–55  |
| 48 | 30 novembre 2017 | Bartow Arena  | UAB            | 71–56  |
| 49 | 8 décembre 2018  | FedExForum    | Memphis        | 94–76  |
| 50 | 7 décembre 2019  | Bartow Arena  | No. 15 Memphis | 65–57  |
| 51 | 29 mars 2024     | Bartow Arena  | UAB            | 97–88  |
| 52 | 3 mars 2024      | FedExForum    | Memphis        | 106–87 |

Notes :
1. ↑  2e tour du tournoi final NCAA.
2. 1 2 3  Memphis a annulé toutes ses victoires et défaites lors des championnats NCAA entre 1982 et 1986ainsi que ses victoires lors de la saison 2007–08.
3. ↑  Tournoi masculin 1992 de la Great Midwest Conference
4. ↑  Tournoi masculin 1994 de la Great Midwest Conference
5. ↑  Tournoi masculin 2006 de la Conference USA.

### Football américain
Le classement des équipes dans les tableaux ci-dessous est celui de l'Associated Press avant la saison 2014 et celui du comité du College Football Playoff depuis 2014.
Les Blazers et les Tigers ont commencé à se rencontrer en 1997 lors le programme ayant rejoint la NCAA Division I FBS. Depuis, la série s'est disputée pratiquement chaque saison.
En 2006, les universités ont introduit un trophée en bronze, pesant 45 kg (100 livres) et représentant un carré de ribs faisant référence à la réputation des deux villes en matière de barbecue. Le match est alors baptisé « Battle for the Bones ». Conformément au thème, un concours de barbecue entre fans est organisé lors de chaque match,.
| UAB (10)                        | Memphis (7)                      |
| Plus large victoire             | Memphis, 46–9 (17 novembre 2012) |
| Plus longue série de victoires  | UAB, 7 (2000-2006)               |
| Série en cours sans défaite     | Memphis, 2 (depuis 2022)         |
| Trophée The Bones (depuis 2006) | Memphis, 4 UAB, 4                |

| N° | Date              | Lieu       | Vainqueur | Score |
| -- | ----------------- | ---------- | --------- | ----- |
| 01 | 6 septembre 1997  | Memphis    | Memphis   | 28–07 |
| 02 | 9 octobre 1999    | Birmingham | Memphis   | 38–14 |
| 03 | 14 octobre 2000   | Birmingham | UAB       | 13–09 |
| 04 | 27 octobre 2001   | Memphis    | UAB       | 17–14 |
| 05 | 28 septembre 2002 | Birmingham | UAB       | 31–17 |
| 06 | 4 octobre 2003    | Memphis    | UAB       | 24–10 |
| 07 | 25 septembre 2004 | Birmingham | UAB       | 35–28 |
| 08 | 1er novembre 2005 | Memphis    | UAB       | 37–20 |
| 09 | 7 octobre 2006    | Birmingham | UAB       | 35–29 |
| 10 | 17 novembre 2007  | Memphis    | Memphis   | 25–09 |
| 11 | 2 octobre 2008    | Birmingham | Memphis   | 33–30 |
| 12 | 14 novembre 2009  | Memphis    | UAB       | 31–21 |
| 13 | 20 novembre 2010  | Birmingham | UAB       | 31–15 |
| 14 | 12 novembre 2011  | Memphis    | UAB       | 41–35 |
| 15 | 17 novembre 2012  | Birmingham | Memphis   | 46–09 |
| 16 | 21 octobre 2023   | Birmingham | Memphis   | 45–21 |
| 16 | 16 novembre 2024  | Memphis    | Memphis   | 53-08 |

## Articles annexes
- Liste des matchs de rivalité en football américain universitaire de la NCAA